# Pithecheirops otion
Genre
Espèce
Statut de conservation UICN

 DD  : Données insuffisantes
Pithecheirops otion est une espèce de rongeurs de la sous-famille des Murinés de Bornéo, la seule du genre Pithecheirops.

## Référence
- Emmons, 1993 : A new genus and species of rat from Borneo (Rodentia: Muridae). Proceedings of the Biological Society of Washington, 106-4 pp 752-761.